# (6798) Couperin
(6798) Couperin est un astéroïde de la ceinture principale.

## Description
(6798) Couperin est un astéroïde de la ceinture principale. Il fut découvert le 14 mai 1993 à La Silla par Eric Walter Elst. Il présente une orbite caractérisée par un demi-grand axe de 2,94 UA, une excentricité de 0,10 et une inclinaison de 0,9° par rapport à l'écliptique.
Il a été nommé en hommage à la famille de musiciens et compositeurs français Couperin.

## Compléments